# Juan Alcalá del Olmo
Juan Alcalá del Olmo (c. 1885-1932) fue un dibujante y caricaturista español.

## Biografía
Nacido hacia 1885, empezó a dibujar con unos treinta años, pasando a formar parte del primer «Salón de Humoristas», en 1914. Algunas de sus obras son: El Paraíso, Aquelarre, El sacrificio de Isaac, Pequeñeces, El Diluvio Universal, Jonás ante la ballena, Adán y Eva en el paraíso o La adoración de los reyes, una parodia del Hero y Leandro de Ferdinand Keller, Fausto y Mefistófeles, El soplo de la guerra o Los patriotas de cartón.
Según José Francés «Silvio Lago», «como estampas populares, los dibujos de Alcalá del Olmo, con su agria simplicidad cromática, con su ingenuo trazo, con la placidez o el sarcasmo de sus temas, destacaban del conjunto». Publicó sus obras en revistas como La Esfera o Buen Humor. Según Guijarro Alonso, «formó parte de la gran generación del humor gráfico español en los años del siglo XX previos a la Guerra Civil». Falleció en Madrid el 7 de marzo de 1932.

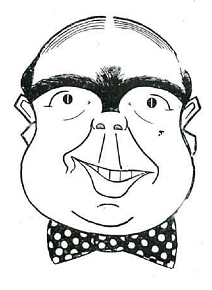
Auto caricatura
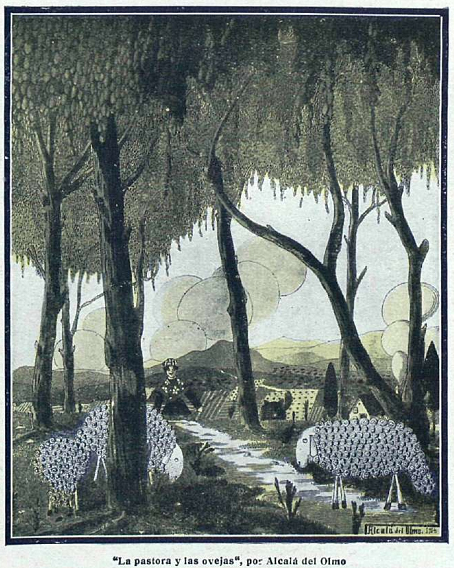
La pastora y las ovejas
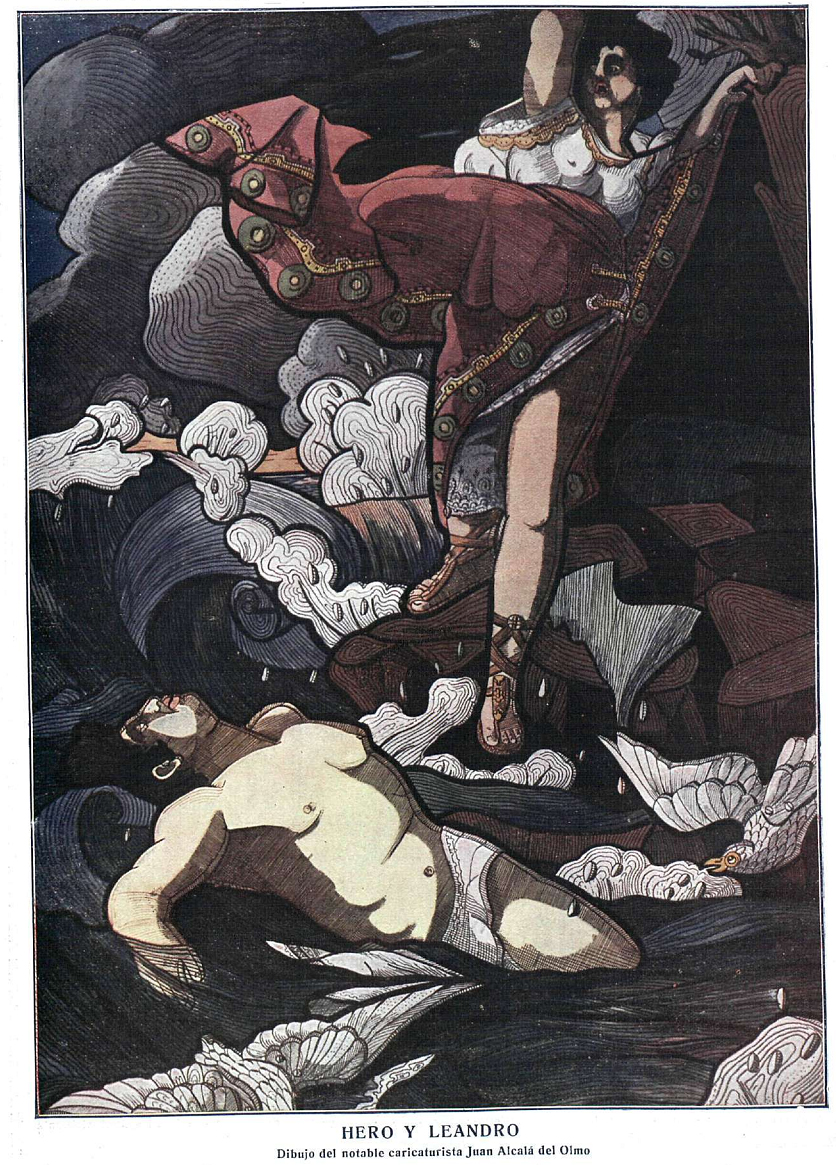
Hero y Leandro
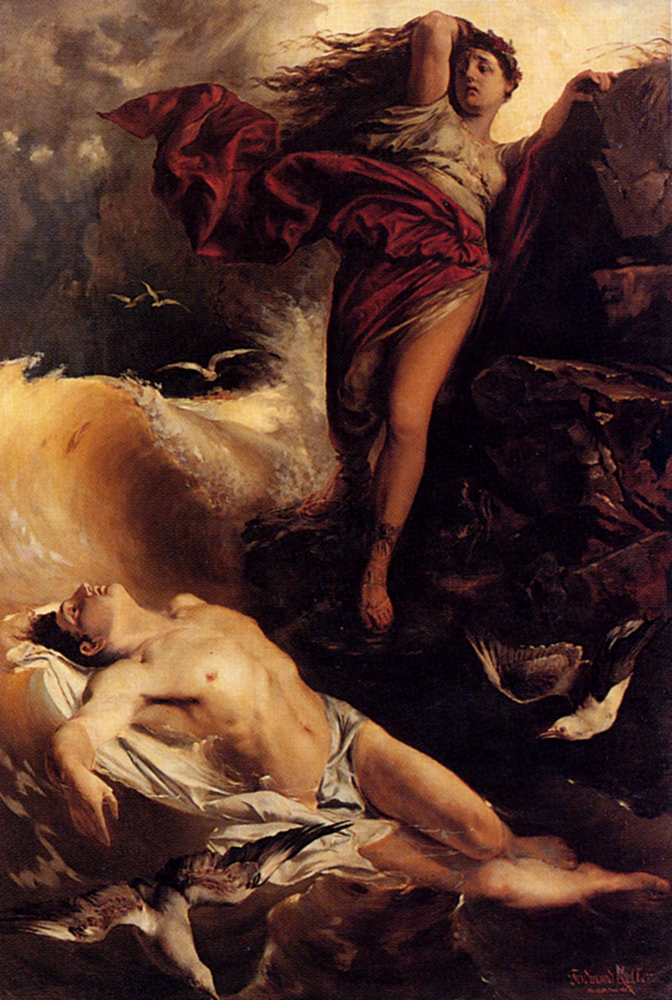
Hero finding Leander (original de Ferdinand Keller)
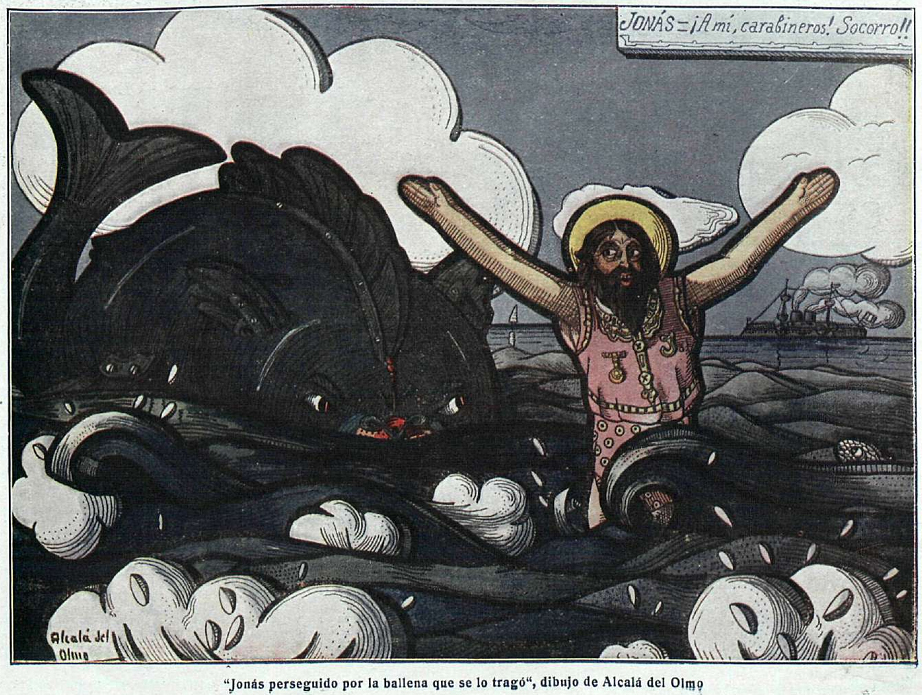
Jonás perseguido por la ballena que se le tragó
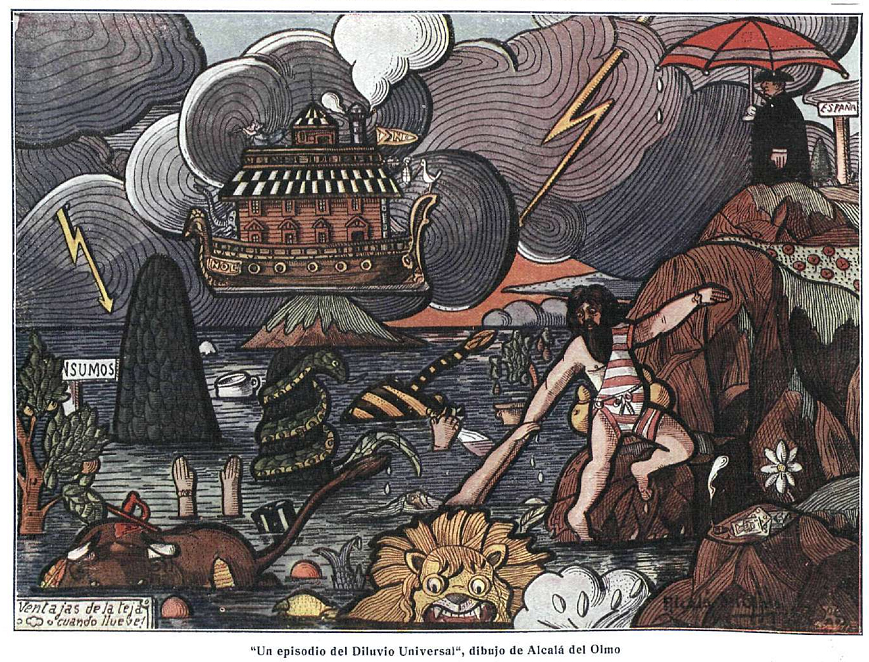
Un episodio del Diluvio Universal